# Valcourt (Quebec)

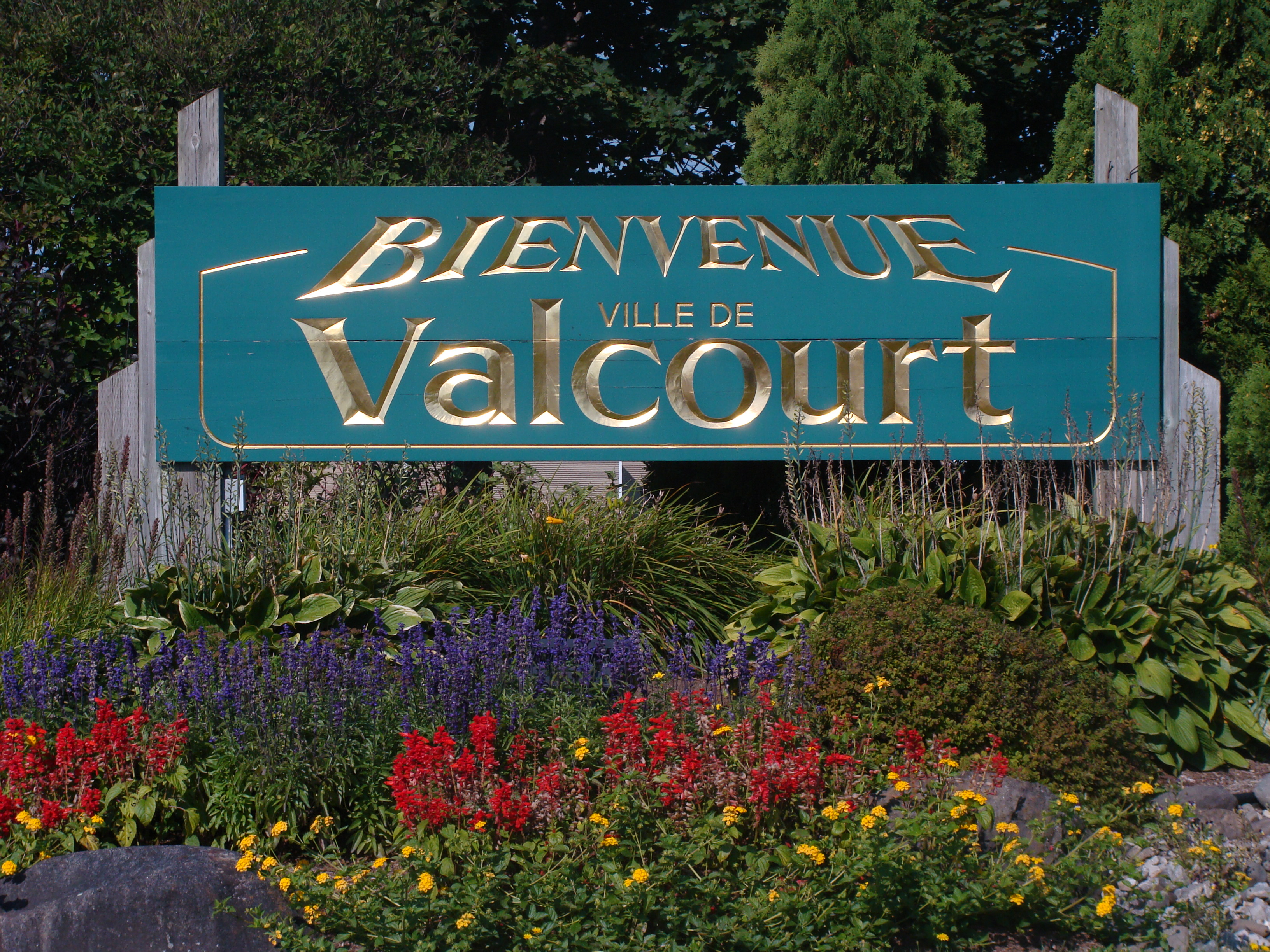
Cidade de Valcourt

Valcourt é uma cidade do Canadá, província de Quebec. Está localizado a 30 minutos de Drummondville e Sherbrooke.